# Dainville
Dainville ist eine französische Gemeinde mit 5718 Einwohnern (Stand: 1. Januar 2022) im Département Pas-de-Calais in der Region Hauts-de-France. Sie gehört zum Arrondissement Arras und zum Kanton Arras-1. Die Einwohner werden Dainvillois genannt.
Der Name der Gemeinde lässt sich historisch aus Diana villae ableiten.

## Geografie
Die Gemeinde Dainville ist eine südwestliche banlieue der Stadt Arras. Nachbargemeinden von Dainville sind Duisans im Norden, Arras im Norden und Nordosten, Achicourt im Südosten, Wailly im Süden, Berneville im Südwesten sowie Warlus im Westen. Durch die Gemeinde führt die Route nationale 25 von Arras nach Amiens.

## Bevölkerungsentwicklung
| Jahr                       | 1962 | 1968 | 1975 | 1982 | 1990 | 1999 | 2006 | 2016 | 2022 |
| -------------------------- | ---- | ---- | ---- | ---- | ---- | ---- | ---- | ---- | ---- |
| Einwohner                  | 2188 | 2971 | 4839 | 5758 | 5693 | 5392 | 5306 | 5573 | 5718 |
| Quellen: Cassini und INSEE |      |      |      |      |      |      |      |      |      |

## Sehenswürdigkeiten
- Kirche Saint-Martin aus dem 13. Jahrhundert
- britischer Soldatenfriedhof

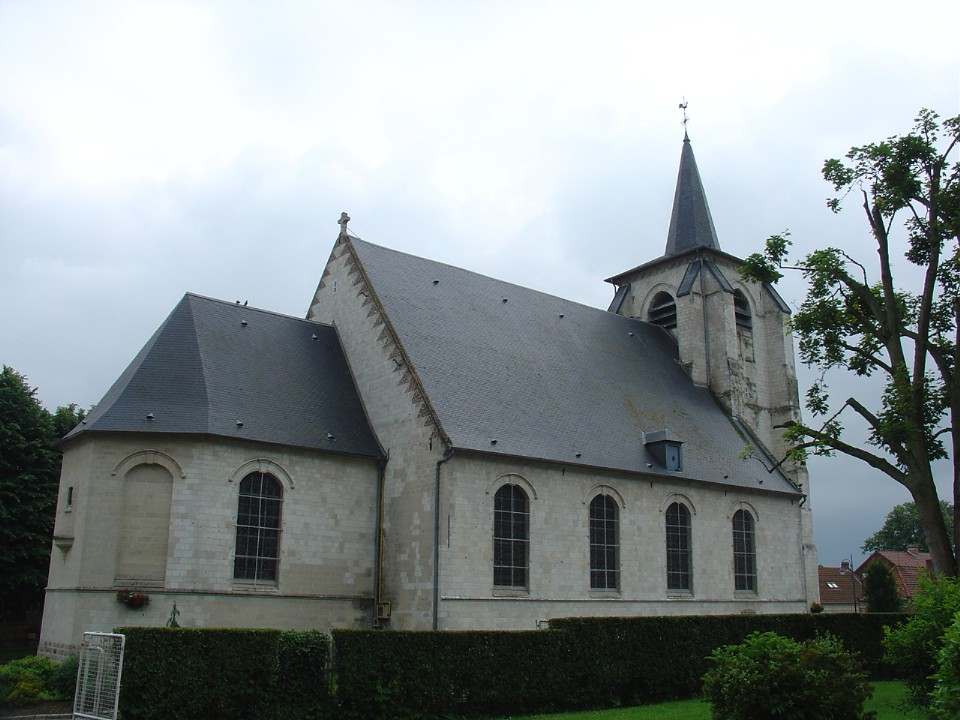
Kirche Saint-Martin
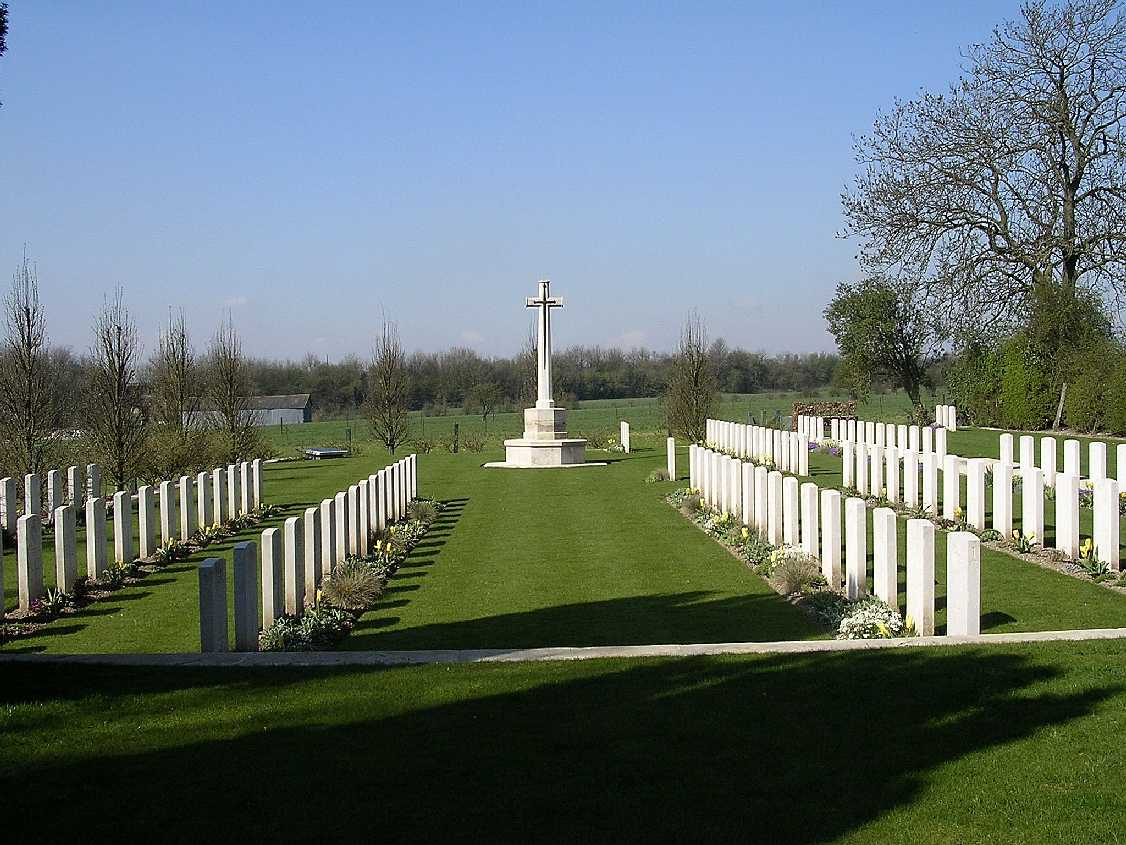
Soldatenfriedhof

## Gemeindepartnerschaft
Mit der englischen Gemeinde Whitstable in der Grafschaft Kent besteht eine Partnerschaft. 